# Bhutan Badminton Federation
Die Bhutan Badminton Federation ist die oberste nationale administrative Organisation in der Sportart Badminton in Bhutan. Der Verband wird durch die Badmintonnationalmannschaft von Bhutan repräsentiert.

## Geschichte
Der Verband wurde im August 1994 als Bhutan Badminton Association gegründet. Kurz nach seiner Gründung wurde der Verband Mitglied in der Badminton World Federation und in der Badminton Asia Confederation. 1996 erfolgte die Umbenennung in den heutigen Namen. Sitz des Verbandes ist Thimphu.

## Persönlichkeiten
- Sonam Karma Tschering, Präsident